# Атамекенський сільський округ (Байтерецький район)
Атамеке́нський сільський округ (каз. Атамекен ауылдық округі, рос. Атамекенский сельский округ) — адміністративна одиниця у складі Байтерецького району Західноказахстанської області Казахстану. Адміністративний центр — село Атамекен.
Населення — 1559 осіб (2021; 1859 у 2009, 2146 у 1999, 2520 у 1989).
Станом на 1989 рік існувала Желєзновська сільська рада (села Грем'ячий, Желєзново, Новеньке, Соколовка). 2011 року було ліквідовано село Соколовка. 2022 року Желєзновський сільський округ перейменований в сучасну назву.

## Склад
До складу округу входять такі населені пункти:
| Населений пункт | Старі назви         | Населення, осіб (1989) | Населення, осіб (1999) | Населення, осіб (2009) | Населення, осіб (2021) |
| --------------- | ------------------- | ---------------------- | ---------------------- | ---------------------- | ---------------------- |
| Атамекен, село  | Желєзново           | 1384                   | 1104                   | 1016                   | 882                    |
| Грем'яче, село  | Грем'ячий           | 177                    | 150                    | 65                     | 28                     |
| Кайнар, село    | Новеньке, Новенький | 797                    | 762                    | 767                    | 649                    |
| Соколовка, село | Соколов             | 162                    | 130                    | 11                     | -                      |